# فرمول تجربی

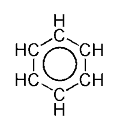
حلقه بنزن

در دانش شیمی، به نمایش ساده نسبت‌های ساده‌شده میان اتم‌های موجود در یک ترکیب شیمیایی فرمول تجربی می‌گویند. یک مثال ساده برای این مفهوم ، فرمول تجربی مونواکسید گوگرد (SO) است که همان فرمول تجربی دی سولفور دی‌اکسید (S2O2) می‌باشد ، معنی این جمله این است که مونواکسید گوگرد و دی سولفور دی‌اکسید ، هردو ترکیب‌های دو عنصر گوگرد و اکسیژن هستند و به همین دلیل فرمول تجربی یکسان دارند . با این حال ، فرمول شیمیایی آن‌ها که بیانگر تعداد اتم‌های هر مولکول از یک ترکیب شیمیایی است ، یکسان نمی باشد .
در یک فرمول تجربی ، ترتیب و تعداد اتم‌ها ذکر نمی شوند . این استاندارد برای بسیاری از  ترکیبات یونی مانند کلسیم کلرید (CaCl2) و مولکول‌هایی مثل سیلیسیم دی اکسید (SiO2) می‌باشد . در فرمول تجربی تفاوت همپارها نادیده گرفته می‌شود.

## مثال ها

### مثال‌هایی از فرمول تجربی و فرمول مولکولی چند ترکیب شیمیایی مشهور
| ترکیب شیمیایی | فرمول مولکولی | فرمول تجربی |
| ------------- | ------------- | ----------- |
| آب            | H2O           | HO          |
| متان          | CH4           | CH          |
| بنزن          | C6H6          | CH          |
| گوگرد         | S8            | S           |

- گلوکز (C6H12O6) ، ریبوز (C5H10O5) ، استیک اسید (C2H4O2) و فرمالدهید (CH2O) همگی دارای فرمول مولکولی متفاوت هستند اما فرمول تجربی همه آن‌ها CH2O می‌باشد که مال فرمالدهید است ، استیک اسید ، ریبوز و گلوکز به ترتیب 2 برابر ، 5 برابر و 6 برابر تعداد اتم‌های فرمالدهید، اتم دارند.

## به دست آوردن فرمول تجربی
اطلاعات به دست آمده از آنالیز شیمیایی یک ترکیب برای به دست آوردن فرمول تجربی آن مورد استفاده قرار می‌گیرد.آنالیزشیمیایی، نسبت جرمی عناصر تشکیل دهندهٔ ترکیب را به دست می‌دهد. ساده‌ترین فرمول یا فرمول تجربی ٬بیانگرنسبت اتمی ترکیب، یعنی شمار نسبی اتم‌های گوناگون موجود در ترکیب است. چون یک مول از اتم‌های یک عنصر شامل همان تعداد از اتم‌های موجود در یک مول از سایر عناصر است، نسبت مول‌ها با نسبت اتم‌ها یکسان است.تعداد مول‌های هر یک از عناصر موجود در نمونهٔ ترکیب را به آسانی می‌توان از جرم هر یک از عناصر به دست آورد. ساده‌ترین نسبت صحیح مول ها(که با نسبت اتم‌ها یکسان است)را برای نوشتن فرمول تجربی به کار می بریم.

## روش به دست آوردن فرمول تجربی
۱.اگر داده‌ها بر مبنای در صد اجزا باشد، محاسبات بر مبنای ۱۰۰/۰gازنمونهٔ ترکیب انجام می‌گیرد. در این صورت، مقدار موجود از هر عنصر در نمونه، برحسب گرم، ازنظر عددی، با در صد آن عنصر در نمونه برابر خواهد بود. در صورتی که داده‌ها مقدار هر یک از عناصر موجود در نمونه را بر حسب گرم به دست دهد، نیازی به پیداکردن در صد نخوادهد بود. ۲.مقدار هر عنصر بر حسب گرم را به تعداد اتم‌های آن عنصر بر حسب مول تبدیل می کنیم. ضرایب تبدیل مورد نیاز از این واقیت تجربی استنتاج می‌شوند که یک مول از اتم‌های یک عنصر برابر با وزن اتمی بر حسب گرم است. ۳.مقادیر به دست آمده در مرحله ۲ را بر کوچک‌ترین مقدار تقسیم می کنیم.درصورتی که اعداد به دست آمده از این راه عدد صحیح نباشند، هریک از آن‌ها را در عدد مشترکی ضرب می کنیم تا به اعداد صحیح تبدیل شوند. ۴.نسبت مولی اتم‌ها برابر با نسبت اتم هاست. اعداد صحیح به دست آمده در مرحله ۳ ٬زیر نوشت‌های فرمول تجربی هستند.